# BA Cityflyer
BA Cityflyer (IATA: CJ, OACI: CFE) es una aerolínea subsidiaria propiedad, en su totalidad, de British Airways, con sus oficinas centrales en Mánchester, Reino Unido. Opera una red de destinos domésticos y europeos desde el Aeropuerto de Londres-City en nombre de British Airways. BA Cityflyer recibió el Certificado de Operador Aéreo el 8 de febrero de 2007 e inició sus operaciones el 25 de marzo.
Cityflyer Express Limited, que opera como BA Cityflyer, tiene una Licencia Operativa del Tipo A de la Autoridad de Aviación Civil del Reino Unido, lo cual le permite transportar pasajeros, carga y correspondencia en aeronaves de más de 20 asientos.

## Historia
Tras la venta de BA Connect a Flybe en 2007, British Airways retuvo las operaciones desde y hacia el Aeropuerto de Londres-City y 10 aeronaves Avro RJ100. La subsidiaria Cityflyer Express que había operado como British Airways Express en el 2001, reinició sus operaciones en marzo de 2007.

## Destinos
BA Cityflyer vuela a los siguientes destinos:

### Europa
- Alemania
  - Fráncfort (Aeropuerto Internacional de Fráncfort)
- España
  - Madrid (Aeropuerto de Madrid-Barajas)
  - Barcelona (Aeropuerto de Barcelona)
  - Bilbao (Aeropuerto de Bilbao)
  - Menorca (Aeropuerto de Menorca)
  - Granada (Aeropuerto de Granada)
  - Ibiza (Aeropuerto de Ibiza)
  - Málaga (Aeropuerto de Málaga)
  - Palma de Mallorca (Aeropuerto de Palma de Mallorca)
  - San Sebastián (Aeropuerto de San Sebastián) (Inicia el 10 de julio de 2020)
- Francia
  - Lyon (Aeropuerto de Lyon Saint-Exupéry)
  - Niza (Aeropuerto Internacional Niza Costa Azul)
- Países Bajos
  - Ámsterdam (Aeropuerto de Ámsterdam-Schiphol)
- Irlanda
  - Dublín (Aeropuerto de Dublín)
- Polonia
  - Varsovia (Aeropuerto de Varsovia-Frederic Chopin)
- Reino Unido
  - Edimburgo (Aeropuerto de Edimburgo)
  - Glasgow (Aeropuerto Internacional de Glasgow)
  - Londres (Aeropuerto de Londres-City)
- Suiza
  - Ginebra (Aeropuerto Internacional de Ginebra)
  - Zúrich (Aeropuerto Internacional de Zúrich)

## Flota

### Flota Actual
La flota de BA CityFlyer consta de los siguientes tipos de avión, con una edad media de 11.5 años (actualizado a abril de 2023):
En diciembre de 2008, CityFlyer firmó un pedido con Embraer para modernizar su flota actual.